# 32-й отдельный гвардейский танковый полк прорыва
32-й отдельный гвардейский танковый Новгородский полк прорыва — воинское подразделение Вооружённых сил СССР в Великой Отечественной войне.
Сокращённое наименование — 32-й гв. оттп.

## Формирование и организация
Сформирован 10 декабря 1942 г. на базе 193-го отб по штату № 010/267 (октябрь 1942).
28 февраля 1944 г. Директивой ГШКА № Орг/3/305995 от 28.02.1944 г. переформирован в 32-й гвардейский тяжелый танковый полк.
17 июля 1945 г. вместе с 1461-м самоходно-артиллерийским полком и 70-м гв. тяжелым танковым полком обращен на формирование 73-го гвардейского тяжелого танко-самоходного полка (в/ч № 52798) 11-й танковой дивизии.

## Подчинение
В составе действующей Армии:
- с 10.12.1942 по 20.02.1944 года.
- с 07.07.1944 по 09.05.1945 года.

| Дата            | Фронт (округ)            | Армия                 | Корпус | Бригада | Примечания |
| --------------- | ------------------------ | --------------------- | ------ | ------- | ---------- |
| 01.01.1943 года | Волховский фронт         | 2-я ударная армия     |        |         |            |
| 01.02.1943 года | Волховский фронт         | 2-я ударная армия     |        |         |            |
| 01.03.1943 года | Ленинградский фронт      | 2-я ударная армия     |        |         |            |
| 01.04.1943 года | Волховский фронт         | 2-я ударная армия     |        |         |            |
| 01.05.1943 года | Волховский фронт         |                       |        |         |            |
| 01.06.1943 года | Южный фронт              | 44-я армия            |        |         |            |
| 01.07.1943 года | Южный фронт              | 44-я армия            |        |         |            |
| 01.08.1943 года | Волховский фронт         | 8-я армия             |        |         |            |
| 01.09.1943 года | Волховский фронт         | 8-я армия             |        |         |            |
| 01.10.1943 года | Волховский фронт         | 59-я армия            |        |         |            |
| 01.11.1943 года | Волховский фронт         | 59-я армия            |        |         |            |
| 01.12.1943 года | Волховский фронт         | 59-я армия            |        |         |            |
| 01.01.1944 года | Волховский фронт         | 59-я армия            |        |         |            |
| 01.02.1944 года | Волховский фронт         | 59-я армия            |        |         |            |
| 01.03.1944 года | РВГК                     |                       |        |         |            |
| 01.04.1944 года | Московский военный округ |                       |        |         |            |
| 01.05.1944 года | Московский военный округ |                       |        |         |            |
| 01.06.1944 года | Московский военный округ |                       |        |         |            |
| 01.07.1944 года | Московский военный округ |                       |        |         |            |
| 01.08.1944 года | 1-й Прибалтийский фронт  | 2-я гвардейская армия |        |         |            |
| 01.09.1944 года | 1-й Прибалтийский фронт  | 2-я гвардейская армия |        |         |            |
| 01.10.1944 года | 1-й Прибалтийский фронт  | 2-я гвардейская армия |        |         |            |
| 01.11.1944 года | 1-й Прибалтийский фронт  | 2-я гвардейская армия |        |         |            |
| 01.12.1944 года | 1-й Прибалтийский фронт  | 6-я гвардейская армия |        |         |            |
| 01.01.1945 года | 1-й Прибалтийский фронт  | 6-я гвардейская армия |        |         |            |
| 01.02.1945 года | 1-й Прибалтийский фронт  | 6-я гвардейская армия |        |         |            |
| 01.03.1945 года | 2-й Прибалтийский фронт  |                       |        |         |            |
| 01.04.1945 года | Курляндская группа войск | 42-я армия            |        |         |            |
| 01.05.1945 года | Курляндская группа войск | 1-я ударная армия     |        |         |            |

## Боевой и численный состав полка
Сформирован по штату № 010/267.
В составе 21 танка КВ-1С, численностью 214 человек или английских тяжелых танков MK.VI «Черчилль», численностью 206 человек.
Звание «гвардейский» с утверждением этого штата присваивалось сразу по директиве на формирование полка. Задача такой части — в тесном взаимодействии с пехотой и артиллерией прорывать глубоко эшелонированную оборону противника.
13 февраля 1944 г. переведен на штат № 010/460:
- Управление полка
- Штаб полка
- Взвод управления
- Саперный взвод
- Хозяйственный взвод
- Полковой медицинский пункт (ПМП)
- 1-я танковая рота
- 2-я танковая рота
- 3-я танковая рота
- 4-я танковая рота
- Рота автоматчиков
- Рота технического обеспечения

В феврале 1944 г. полк перевооружен новейшими танками ИС

## Командный состав полка
Командиры полка
- Пашков Андрей Никитич, подполковник, с 25.05.1943 полковник, 00.12.1942 - 00.09.1943 года.
- Кирдяшев Василий Фирсович, подполковник, на 01.01.1944 года.[1]
- Булгаков Николай Никитич, майор (17.03.1945 погиб в бою)[2]
- Грицев Фёдор Григорьевич, полковник, 00.03.1945 - на 05.1945 года.[3]

Начальники штаба полка
Заместитель командира полка по строевой части
Заместитель командира полка по технической части
Заместитель командира по политической части

## Награды и наименование
| Награда                              | Дата                                                          | За что получена                                                                                             |
| ------------------------------------ | ------------------------------------------------------------- | --- |
| Почётное звание«Гвардейский»         |                                                               | При формировании                                                                                            |
| Почетное наименование «Новгородский» | Приказ Верховного Главнокомандующего 20 января 1944 года № 61 | В ознаменование одержанной победы соединениям и частям, отличившимся в боях за освобождение города Новгород |

## Отличившиеся воины
Лукьянченко Филипп Артемьевич, гвардии старший лейтенант, командир взвода автоматчиков.
Соев Владимир Владимирович (род. 1923- погиб 23 ноября 1944г), гв. красноармеец, автоматчик. Награжден Орденом Славы III степени, медалью "За отвагу". 